# Muñoz (municipalité)
Pour les articles homonymes, voir Muñoz.
Muñoz est l'une des sept municipalités de l'État d'Apure au Venezuela. Son chef-lieu est Bruzual. En 2011, la population s'élève à 27 542 habitants.

## Étymologie
La municipalité est nommée en l'honneur du militaire et homme politique José Cornelio Muñoz (1794-1849), héros de la Guerre d'indépendance du Venezuela.

## Géographie

### Subdivisions
La municipalité est divisée en cinq paroisses civiles avec, chacune à sa tête, une capitale (entre parenthèses) :
- Mantecal (Mantecal) ;
- Quintero (Quintero) ;
- Rincón Hondo (La Estacada) ;
- San Vicente (San Vicente) ;
- Urbana Bruzual (Bruzual).